# Vouvray (AOC)
Pour les articles homonymes, voir Vouvray.

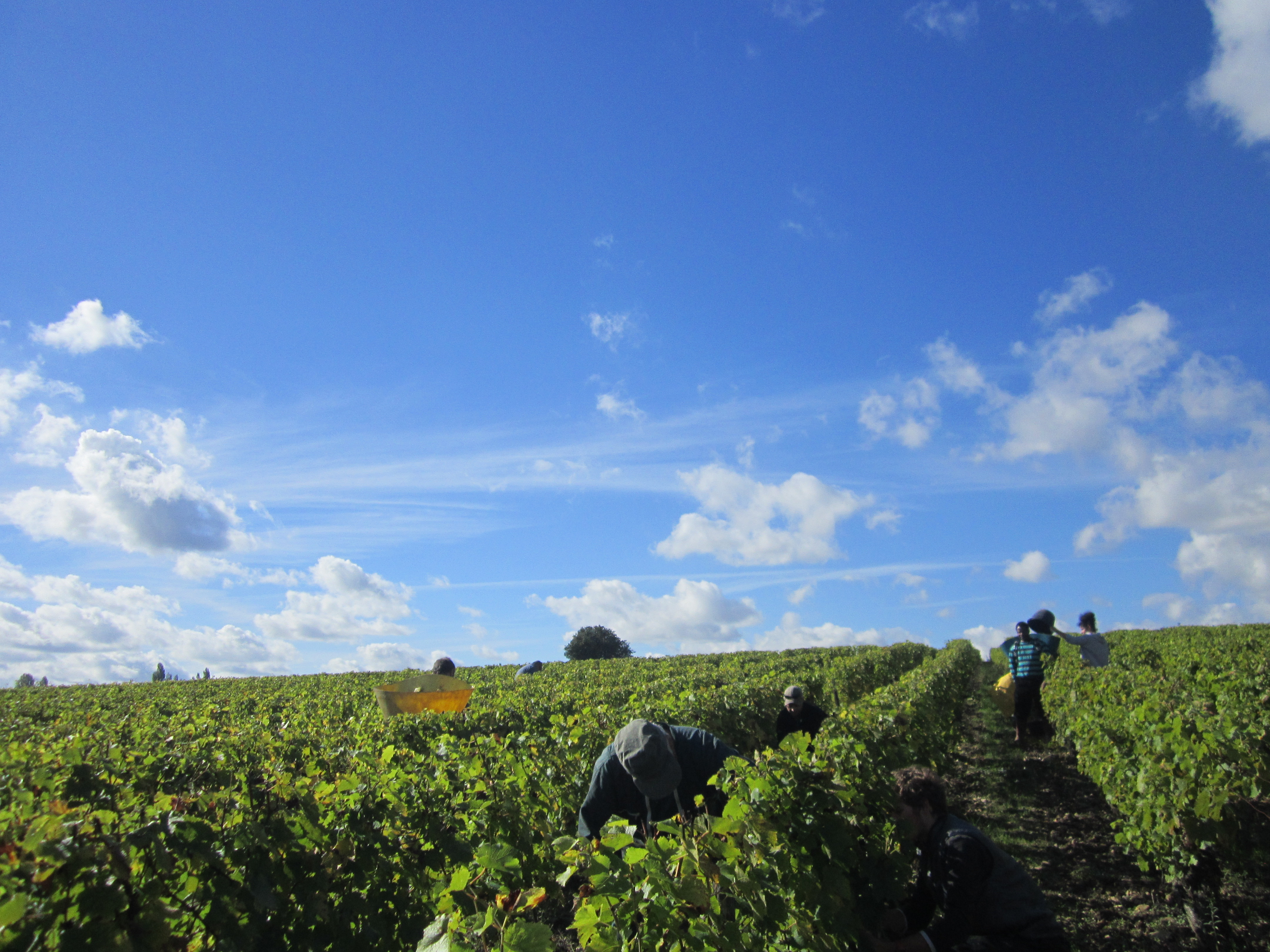
Vendanges à Vouvray, au domaine François Pinon.

Le vouvray est un vin blanc français d'appellation d'origine contrôlée produit autour de Vouvray, en Indre-et-Loire. Il existe avant tout en vin tranquille et aussi en vin effervescent (AOC vouvray mousseux, AOC vouvray pétillant).

## Histoire
Le vignoble de Vouvray a été créé par les moines du monastère de Marmoutier fondé en 372 par saint Martin. 
Dès le début du XIIIe siècle, les cépages blancs sont réservés aux parcelles situées sur les coteaux et rebords de plateau présentant des sols caillouteux et calcaires. Des textes anciens attestent que le cépage chenin B, appelé localement « pineau de la Loire », est le cépage noble du vignoble.
Au cours du XIVe siècle une partie du terroir viticole de Vouvray appartient aux rois de France qui font servir ces vins à leur table. L'AOC Vouvray fut reconnue par un décret de l'INAO le 6 septembre 1936.
C'est un champenois, monsieur Maurice Hamm, dont la famille était native du village Aÿ dans les vignobles du vin de Champagne dans le département de la Marne, qui, avant la seconde guerre mondiale, amena la méthode champenoise de vinification à Vouvray. Il fit du vin blanc tranquille de Vouvray, un vin effervescent. Les vins tranquilles, Vouvray originels, ont une renommée mondiale.
Au début des années 1980, les vignerons se mobilisent contre le passage de la LGV Atlantique, dans une tranchée ouverte qui détruirait de nombreuses vignes et l'unité du vignoble. Ils obtiennent le remplacement de la tranchée par un tunnel de 1 496 mètres qui a été aménagé pour supprimer les vibrations qui pouvaient perturber le vieillissement du vin dans les caves.
Le 17 juin 2013, un violent orage de grêle touche l'appellation et détruit jusqu'à 100 % de la récolte dans les communes de Vouvray et Reugny.

## Étymologie
Gaulois vober = terre inculte, broussailles (FEW, XIV, 92a), et suffixe collectif latin etum ; d’où : ensemble inculte, ensemble de broussailles.

## Situation géographique
Ce vignoble est situé sur la rive droite de la Loire, en pleine Touraine, à l’est de Tours. L'aire d'appellation Vouvray s'étend sur huit communes du département d'Indre-et-Loire (37).

### Orographieet géologie

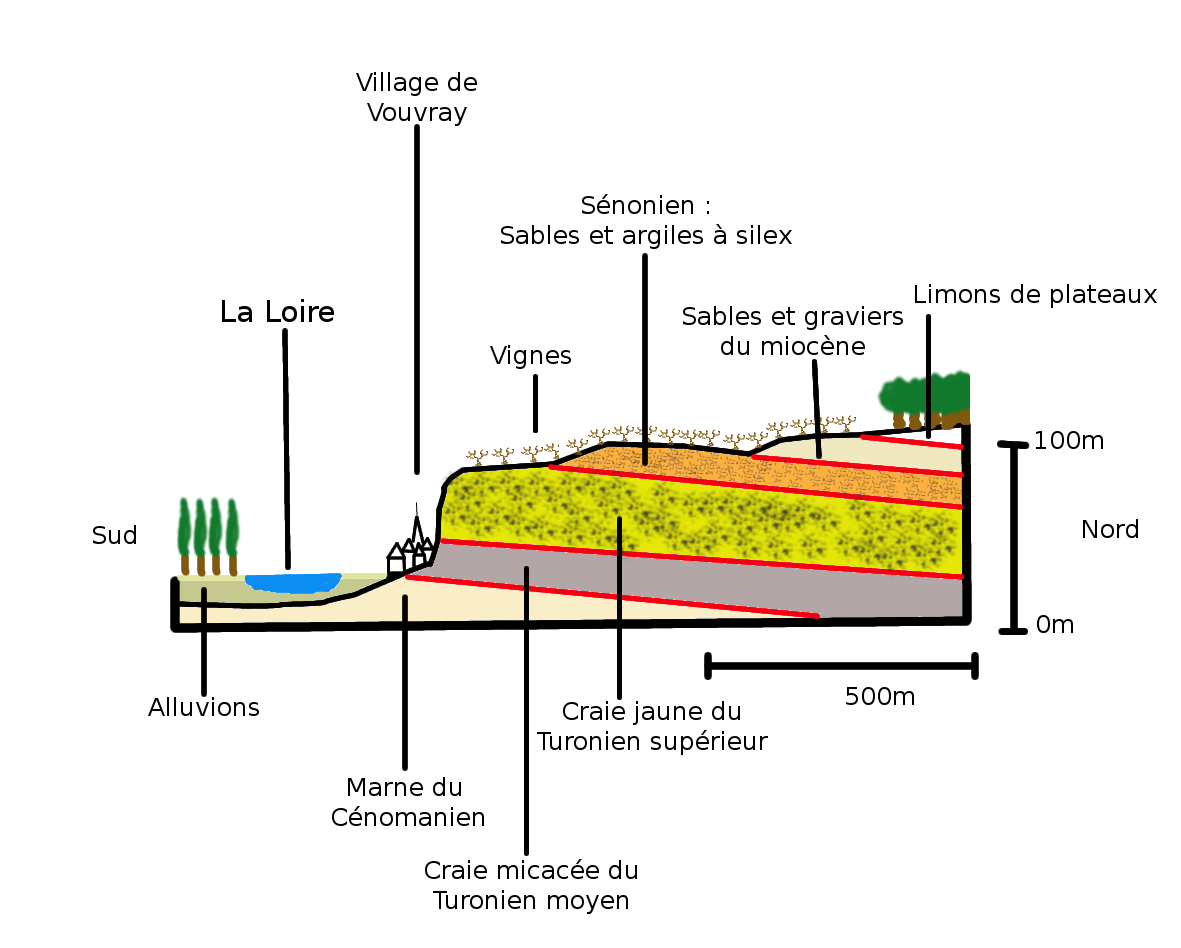
Couches géologiques sur les coteaux de Vouvray.

Les sols sont argilo-calcaires ou argilo-siliceux. La roche mère, crayeuse, est de l’époque du Turonien (environ 90 millions d’années avant notre ère). Elle est appelée localement tuffeau.
Les coteaux de Vouvray, situés sur la rive nord de la Loire sont exposés plein sud.
Le vignoble recouvre des coteaux de craie blanche du Turonien. Les coteaux sont entrecoupés de vallées confluentes (ruisseaux affluents de la Loire), et recouverts de « perruche » (argile à silex qui donne le caractère minéral) et « d’aubuis » (argilo-calcaires qui font la puissance des liquoreux).

### Climatologie
Ce terroir viticole se caractérise par un climat tempéré océanique dégradé. Ses températures moyennes sont comprises entre 4,2 °C et 18,9 °C. Les hivers sont doux (min 1,6 °C / max 11,3 °C) et pluvieux. Les étés connaissent en général chaque année au moins un épisode caniculaire de quelques jours même s'ils sont beaux et doux (min 10,8 °C / max 24,6 °C) le reste du temps. Les précipitations sont de 683,7 mm sur l'année. Les chutes de neige y sont rares, il tombe quelques flocons, en moyenne 11 jours par an.
Le tableau suivant donne les moyennes mensuelles de température et de précipitations pour la station de Tours-St Symphorien recueillies sur la période 1965 - 1990 :
| Mois                              | jan. | fév. | mars | avril | mai  | juin | jui. | août | sep. | oct. | nov. | déc. | année |
| --------------------------------- | ---- | ---- | ---- | ----- | ---- | ---- | ---- | ---- | ---- | ---- | ---- | ---- | ----- |
| Température minimale moyenne (°C) | 1,6  | 2    | 3,3  | 5     | 8,4  | 11,4 | 13,1 | 12,9 | 10,8 | 7,9  | 3,8  | 1,6  | 6,9   |
| Température moyenne (°C)          | 4,2  | 5,1  | 7,3  | 9,6   | 13,2 | 16,5 | 18,9 | 18,6 | 16,1 | 12,3 | 7,1  | 4,8  | 11,2  |
| Température maximale moyenne (°C) | 6,9  | 8,2  | 11,3 | 14,3  | 18,1 | 21,7 | 24,6 | 24,3 | 21,4 | 16,7 | 10,5 | 7,4  | 15,4  |
| Précipitations (mm)               | 63,3 | 61,6 | 54,3 | 51,4  | 67,5 | 47,5 | 53   | 40,9 | 54,3 | 61   | 63   | 65,9 | 683,7 |
| Humidité relative (%)             | 87   | 84   | 79   | 74    | 77   | 75   | 72   | 73   | 77   | 84   | 87   | 89   | 80    |

| Mois                                        | jan.       | fév.       | mars       | avril     | mai       | juin      | jui.      | août      | sep.      | oct.      | nov.      | déc.       | année      |
| ------------------------------------------- | ---------- | ---------- | ---------- | --------- | --------- | --------- | --------- | --------- | --------- | --------- | --------- | ---------- | ---------- |
| Record de froid (°C) date du record         | −17,4 1987 | −14,2 1963 | −10,3 2005 | −3,4 1974 | −0,6 1957 | 2,6 1969  | 4,3 1965  | 4,8 1986  | 0,9 1956  | −2,8 1950 | −9 1956   | −18,5 1964 | −18,5 1964 |
| Record de chaleur (°C) date du record       | 16,9 1975  | 21 1958    | 26,4 1955  | 29,3 1949 | 32,1 1953 | 36,7 1976 | 37,8 1949 | 39,8 2003 | 34,8 1953 | 29 1985   | 22,6 1955 | 18,9 1953  | 39,8 2003  |
| Nombre de jours avec gel                    | 10,6       | 9,1        | 6,7        | 2         | 0,1       | 0         | 0         | 0         | 0         | 0,5       | 6,2       | 10,2       | 45,3       |
| Record de vent (km/h) date du record        | 104 1990   | 122 1990   | 112 1988   | 79 1985   | 119 1988  | 86 1987   | 104 1983  | 83 1986   | 83 1988   | 104 1987  | 104 1957  | 101 1990   | 122 1990   |
| Record de pluie en 24 h (mm) date du record | 25 1978    | 25,9 1988  | 33,8 1980  | 23,7 1978 | 31,5 1971 | 58 1970   | 51,2 1977 | 35,5 1965 | 41,4 1965 | 44 1966   | 31 1965   | 34,9 1976  | 58 1970    |

## Vignoble

### Présentation
L'« appellation d'origine contrôlée vouvray » a été créée en 1936. Elle s'étend sur 2200 hectares et couvre outre la commune de Vouvray, les localités voisines de Chançay, Noizay, Reugny, Rochecorbon, Sainte-Radegonde-en-Touraine (rattachée à Tours en 1964), Vernou-sur-Brenne, et une partie de Parçay-Meslay.

### Encépagement
Le cahier des charges de l'appellation, dans sa version du 8 juin 2011, impose l'usage du chenin en cépage principal et celui de l'orbois (appelé aussi « menu pineau ») en cépage accessoire. Il semble néanmoins que l'orbois n'intervient qu’exceptionnellement aujourd'hui dans la composition des vins de Vouvray.

### Méthodes culturales et réglementaires
La vigne est taillée en éventail, taille courte à coursons. Les vendanges sont manuelles avec obligatoirement deux tries successives minimum afin que les raisins soient en sur-maturité. Les rangées de ceps sont séparées par un interligne de 1,50 mètre. 

### Rendements
Le rendement est limité à 52 hL/ha pour les vins tranquilles et à 70 hL/ha pour les vins mousseux et pétillants.

### Types de vin

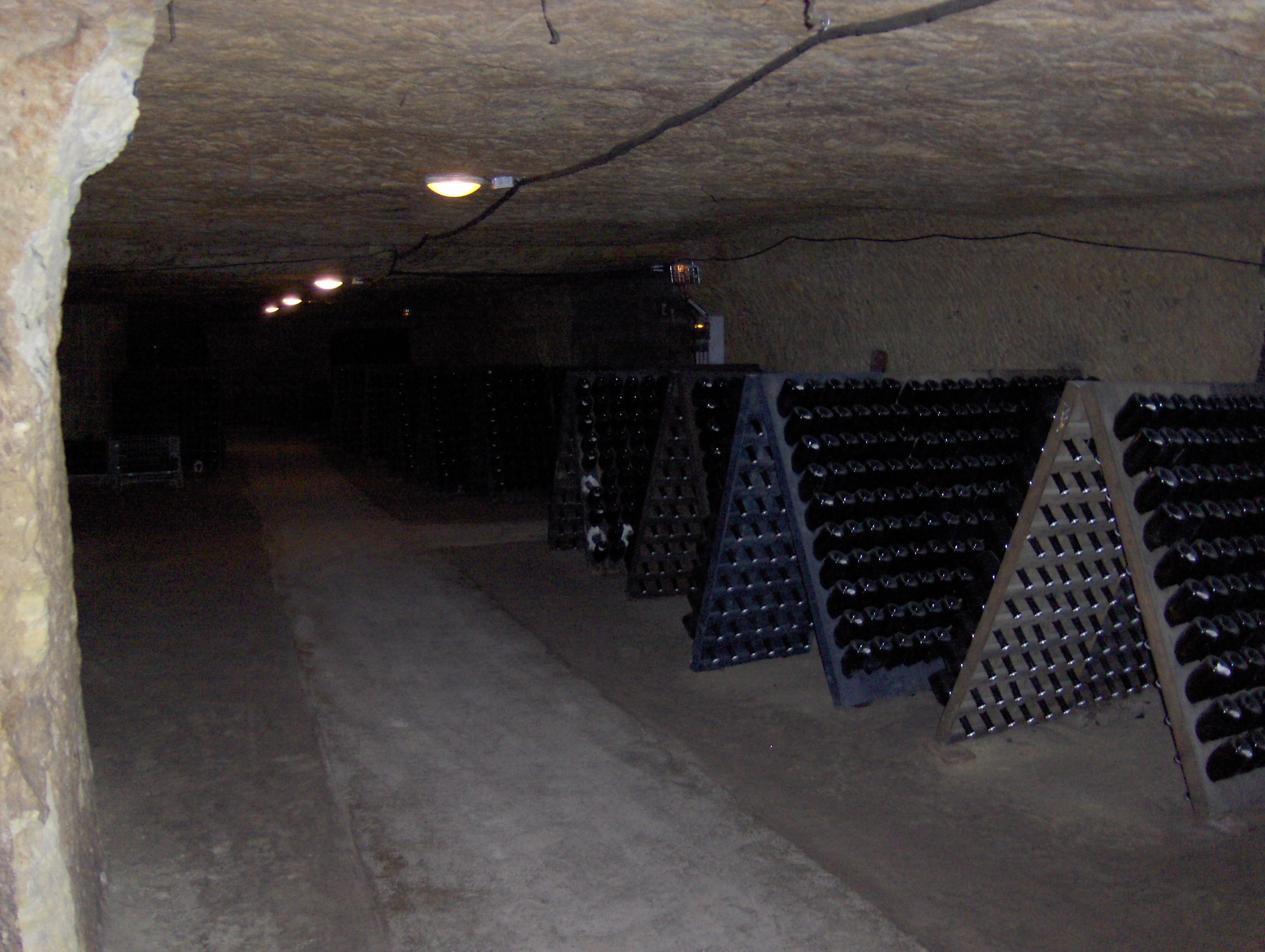
Prise de mousse sur pupitre dans une cave de Vouvray

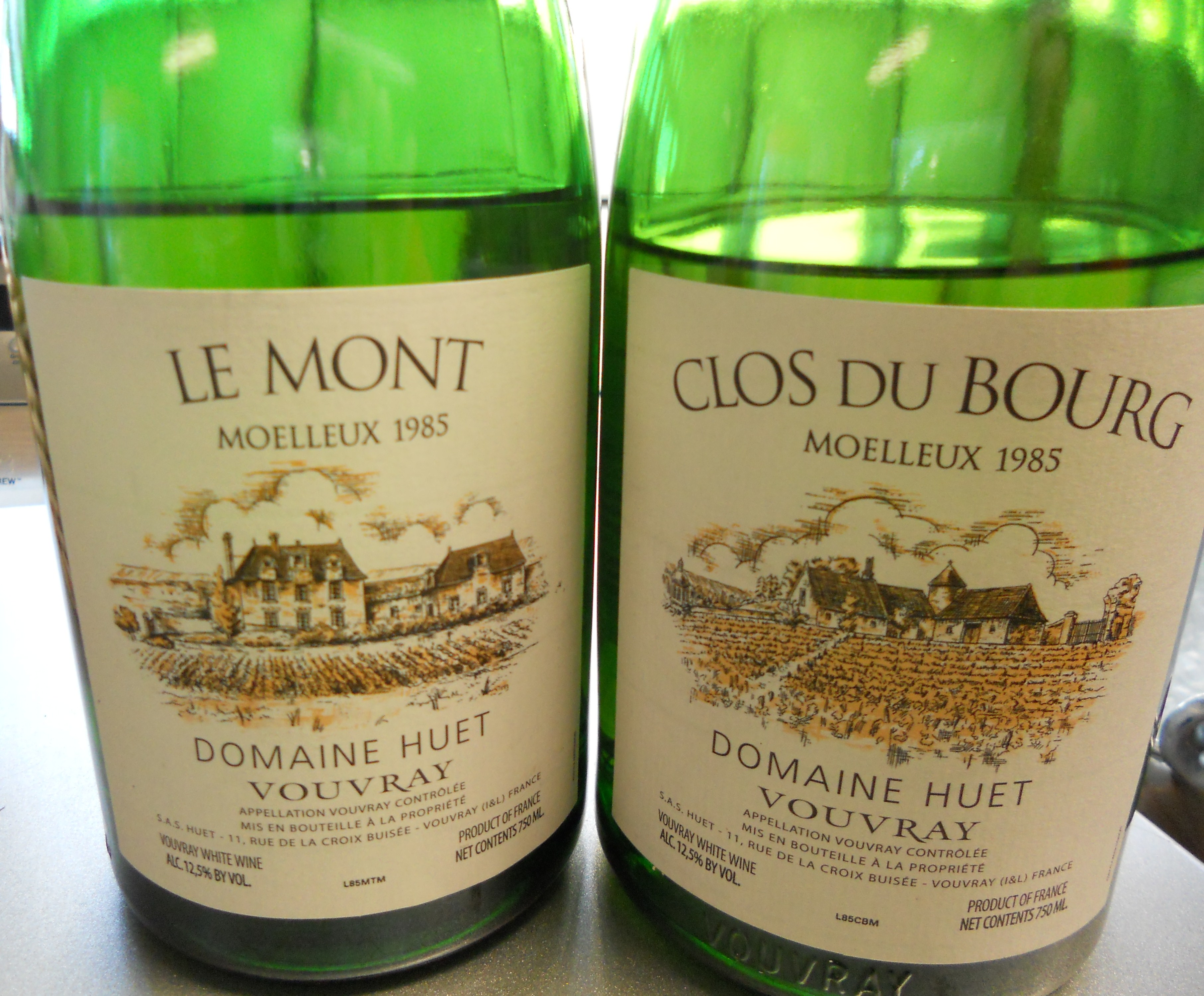
Vouvray moelleux, Domaine Huet

Le vin blanc tranquille peut se boire en sa prime jeunesse. Conservé quelques années, il va dégager des arômes de coing et d'acacia.
Certains millésimes ont permis d'atteindre les saveurs de vins liquoreux, tels ceux de 1947, 1959, 1989, 1990,1997, 2003, 2005, 2009, 2010 et 2011.
De manière générale, les vins de Vouvray sont présentés comme « des vins de garde ». Cinq à dix ans de garde leur donnent déjà une belle maturité, mais certains crus peuvent être conservés sans problème pendant une cinquantaine d'années. Au fil du temps, la robe de ces vins devient plus ambrée et le nez se fait plus exotique, plus épicé. En bouche, le vin s'arrondit et devient également plus soyeux. 
Vinifié en mousseux, le vouvray exprime la typicité de son terroir par sa légèreté et sa finesse. Une prise de mousse moins poussée donne un vin pétillant, une spécialité locale. Ces effervescents subissent une deuxième fermentation en bouteille. Avant d'être commercialisés, ces vins doivent rester couchés sur lattes pendant au moins douze mois. 

### Production
Les vins tranquilles sont issus de rendements ne dépassant pas 52 hL/hectare. Les vouvrays les plus prestigieux sont les moelleux : rares et de grande capacité de garde. Il semblerait cependant que les vins secs, ou les vins à taux de sucres résiduels remportent leur succès sur la scène nationale comme internationale, grâce à l'arrivée de plusieurs jeunes vignerons appliquant des modes culturaux raisonnés ou bio. Les vins pétillants sont davantage issus de la viticulture intensive avec de forts rendements (72 hL/hectare) et sont élaborés par des intervenants pour satisfaire le marché de la grande distribution qui préfère les produits génériques. En effet, les vins mousseux peuvent davantage être lissés d'une année à l'autre via les assemblages de millésimes et ajouts de liqueurs. Les vins effervescents des petits domaines qui respectent un terroir défini en diffèrent. La production de pétillants naturels à partir des levures indigènes rend le vin singulier et différent chaque année, ils sont en évolution croissante.

### Commercialisation
La commercialisation de cette appellation se fait par divers canaux de vente : dans les caveaux du viticulteur, dans les salons des vins (vignerons indépendants, etc.), dans les foires gastronomiques, par exportation, dans les cafés-hôtels-restaurants, chez les cavistes indépendants.  Dans les grandes et moyennes surfaces on retrouve presque uniquement des vins effervescents de qualité moyenne car le Vouvray est encore trop souvent assimilé à un ersatz de Champagne, les vouvrays tranquilles ne sont pas référencés en général.

### Structure des exploitations

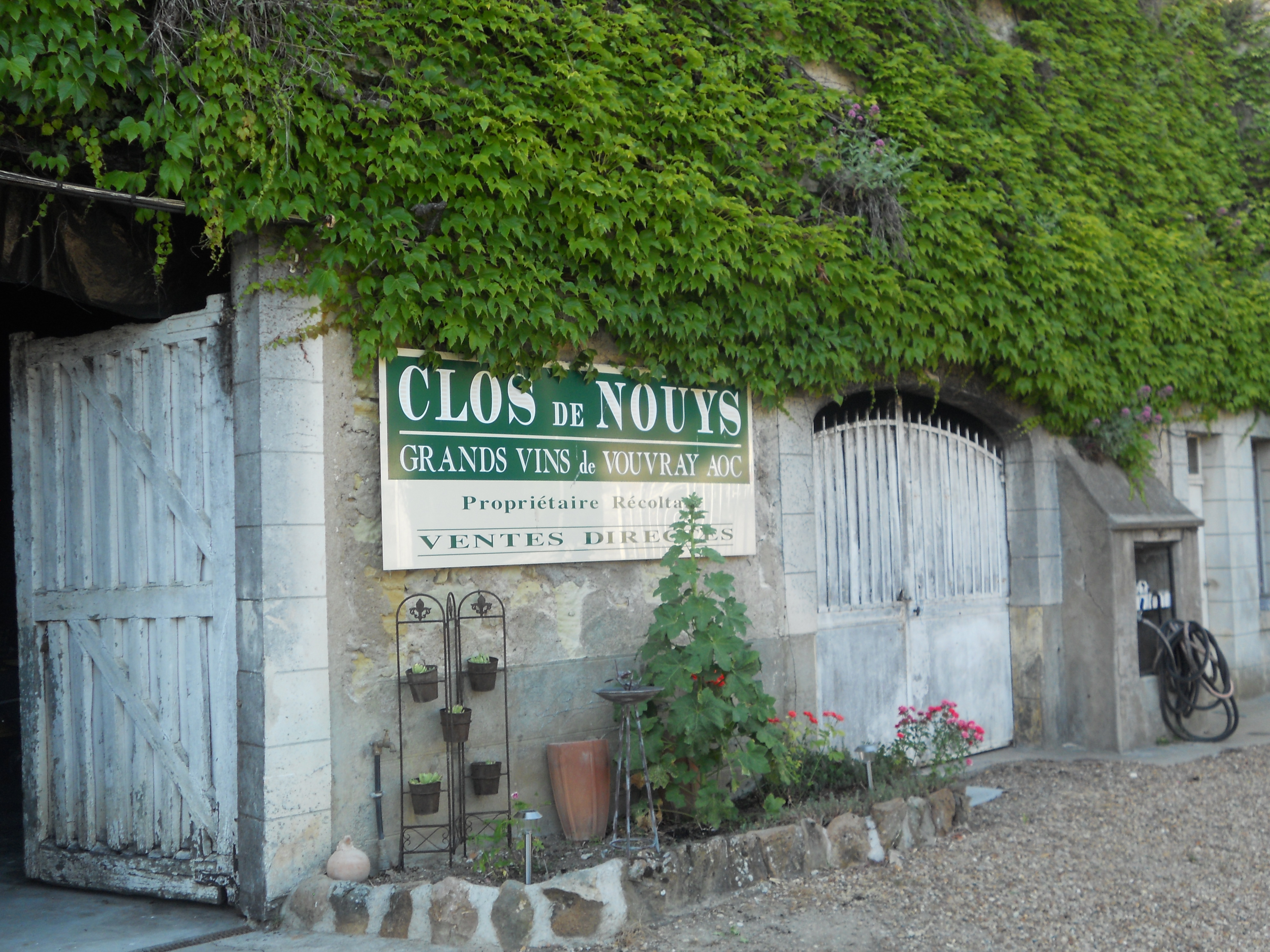
Clos de Nouys

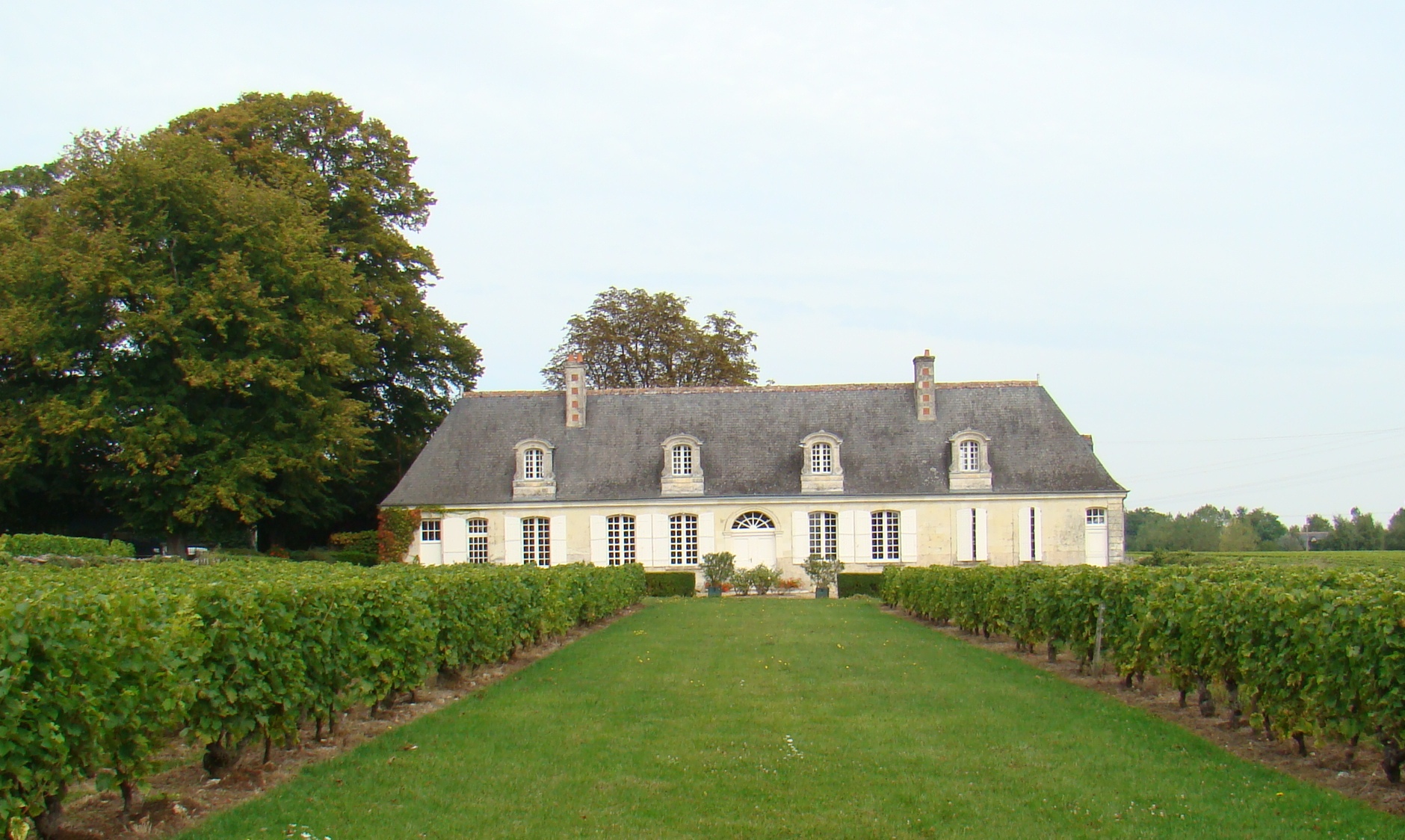
Château Gaudrelle

Il existe beaucoup de vignobles familiaux et indépendants, la structure moyenne des exploitations est de 16 hectares.   

### Principaux producteurs

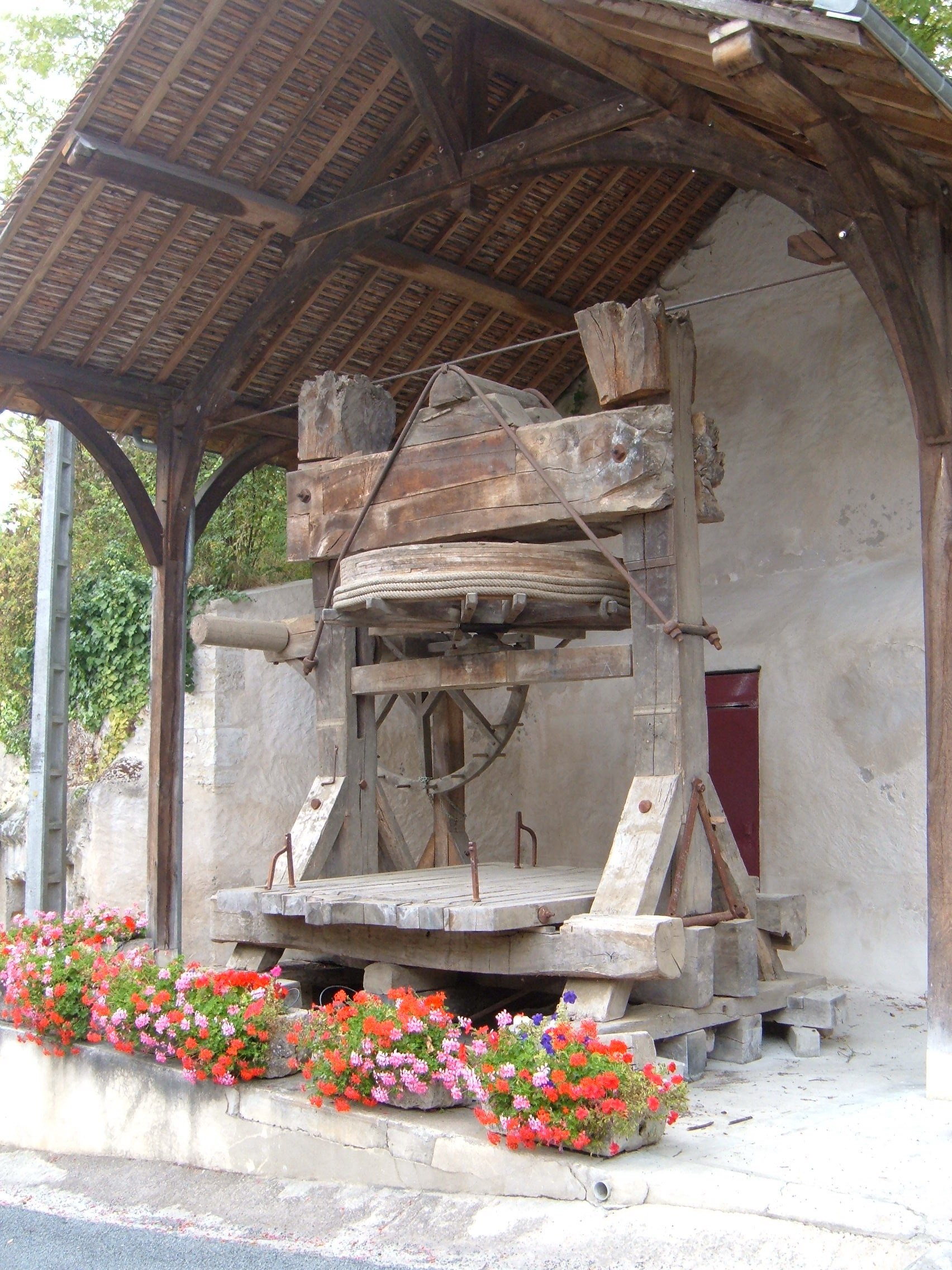
Vieux pressoir au Château Moncontour

Parmi les principaux producteurs, on trouve :
- Domaine Huet, L'Échansonne  à Vouvray
- Chateau Moncontour à Vouvray
- Domaine du Petit Coteau
- Domaine du Chateau de Montfort
- Domaine Vigneau-Chevreau à Chançay
- Domaine François Pinon à Vernou-sur-Brenne
- Domaine des Aubuisières à Vouvray
- Domaine Guertin à Vouvray
- Domaine du clos Naudin, Philippe Foreau à Vouvray
- Domaine de La Châtaigneraie à Rochecorbon
- Domaine du Clos de l'Épinay  à Vouvray
- Domaine Jean-Michel et Bruno Pieaux à Chançay
- Domaine de la Galinière à Vernou-sur-Brenne
- Château Gaudrelle à Rochecorbon
- Le Clos de la Meslerie - Peter Hahn